# Tränuholmen, Hangö
Tränuholmen är en ö i Finland. Den ligger i Skärgårdshavet eller Finska viken och i kommunen Hangö i den ekonomiska regionen  Raseborg i landskapet Nyland, i den sydvästra delen av landet. Ön ligger omkring 110 kilometer väster om Helsingfors.
Öns area är 25 hektar och dess största längd är 1,2 kilometer i sydöst-nordvästlig riktning.